# Bundesstraße 251
De Bundesstraße 251 (kort: B 251) is een bundesstraße in de Duitse deelstaten Noordrijn-Westfalen en Hessen.
De weg is ongeveer 95 kilometer lang en loopt onder andere via Willingen en Korbach naar Kassel.

## Routebeschrijving
De B 251 begint op een rotonde met de B7 in het oosten van de stad Brilon, in het Noordrijn-Westfaalse Hochsauerlandkreis, ongeveer 2,4 kilometer ten noordoosten van het centrum van de stad. De weg loopt in zuidelijke richting door Hochsauerland via Gudenhagen-Petersborn en Brilon-Wald. De weg gaat vervolgens de deelstaat Hessen in en kruist het riviertje de Itter in Willingen waar de weg in oostelijke richting afbuigt naar Korbach. Op de rondweg van Korbach loopt de weg samen met de B252. In het noorden van Korbach buigt de B251 dan in westelijke richting af en loopt nog door Meineringhausen. Vervolgens buigt de weg naar het noordoosten af en loopt de weg ten noorden van Sachsenhausen langs. Hier sluit de B458 aan. De weg loopt verder via Waldeck en Bründersen naar de rondweg van Istha waar de weg samenloopt met de B450. Dan loopt de weg verder  in noordoostelijke richting langs Oelshausen en Burghasungen en kruist men bij afrit Zierenberg de A44. Dan loopt de B251 verder in noordoostelijke richting en komt nog door Ehlen en Dörnberg om in Kassel te eindigen op de Holländischen Platz tegenover de Universiteit.
B1 · B3 · B7 · B8 · B9 · B10 · B26 · B27 · B35 · B37 · B38 · B39 · B40 · B41 · B42 · B43 · B43a · B44 · B45 · B47 · B48 · B49 · B50 · B51 · B52 · B53 · B54 · B55 · B55a · B56 · B56n · B57 · B58 · B59 · B61 · B62 · B63 · B64 · B65 · B66 · B66n · B67 · B68 · B70 · B80 · B83 · B84 · B219 · B220 · B221 · B223 · B224 · B225 · B226 · B227 · B228 · B229 · B230 · B231 · B233 · B234 · B235 · B236 · B237 · B238 · B239 · B241 · B249 · B250 · B251 · B252 · B253 · B254 · B255 · B256 · B257 · B258 · B259 · B260 · B261 · B262 · B263 · B264 · B265 · B266 · B267 · B268 · B269 · B270 · B271 · B272 · B274 · B275 · B277a · B278 · B279 · B284 · B288 · B323 · B324 · B326 · B327 · B399 · B400 · B403 · B405 · B406 · B407 · B409 · B410 · B411 · B412 · B413 · B414 · B416 · B417 · B418 · B419 · B420 · B421 · B422 · B423 · B424 · B426 · B427 · B428 · B429 · B448 · B449 · B450 · B451 · B452 · B453 · B454 · B455 · B456 · B457 · B458 · B459 · B460 · B469 · B473 · B474 · B475 · B476 · B477 · B478 · B479 · B480 · B481 · B482 · B483 · B484 · B485 · B486 · B487 · B488 · B489 · B499 · B504 · B506 · B507 · B508 · B509 · B510 · B511 · B513 · B514 · B515 · B516 · B517 · B519 · B520 · B521 · B525 · B528 · B611